# La télé est à vous !
La télé est à vous ! est une émission de télévision française présentée par Stéphane Bern et Audrey Chauveau diffusée sur France 2 tout l'été 2010 à 18 h 5.

## Principe
Deux équipes de trois candidats s'affrontent pour deviner quelles sont les émissions préférées des Français, toutes générations confondues et dans toutes les catégories de programmes télévisés.

## Audiences
Le 24 décembre à 20 h 35, le programme a réuni 2,6 millions de téléspectateurs avec une part de marché a 20,3%.